# Tanjung Pinang (stad)
Tanjung Pinang is de hoofdstad van de Riau-archipel, een provincie in Indonesië. De stad ligt op het eiland Bintan en werd in de koloniale tijd ook Riouw genoemd.
Een deel van de oude stad is op palen in zee gebouwd.
Tanjung Pinang is bekend om haar heterogene bevolking, met inwoners afkomstig van bijna alle bevolkingsgroepen in Indonesië. De taal die men in de stad spreekt lijkt sterk op het klassieke Maleis en heeft een unieke klank voor mensen van buiten de regio.
De haven in de stad wordt vrijwel alleen gebruikt om per ferry of speedboot naar Batam te varen.

## Bestuurlijke indeling
Tanjung Pinang is onderverdeeld in vier onderdistricten (kecamatan):
- Tanjungpinang Barat
- Tanjungpinang Kota
- Bukit Bestari
- Tanjung Pinang Timur

## Galerij

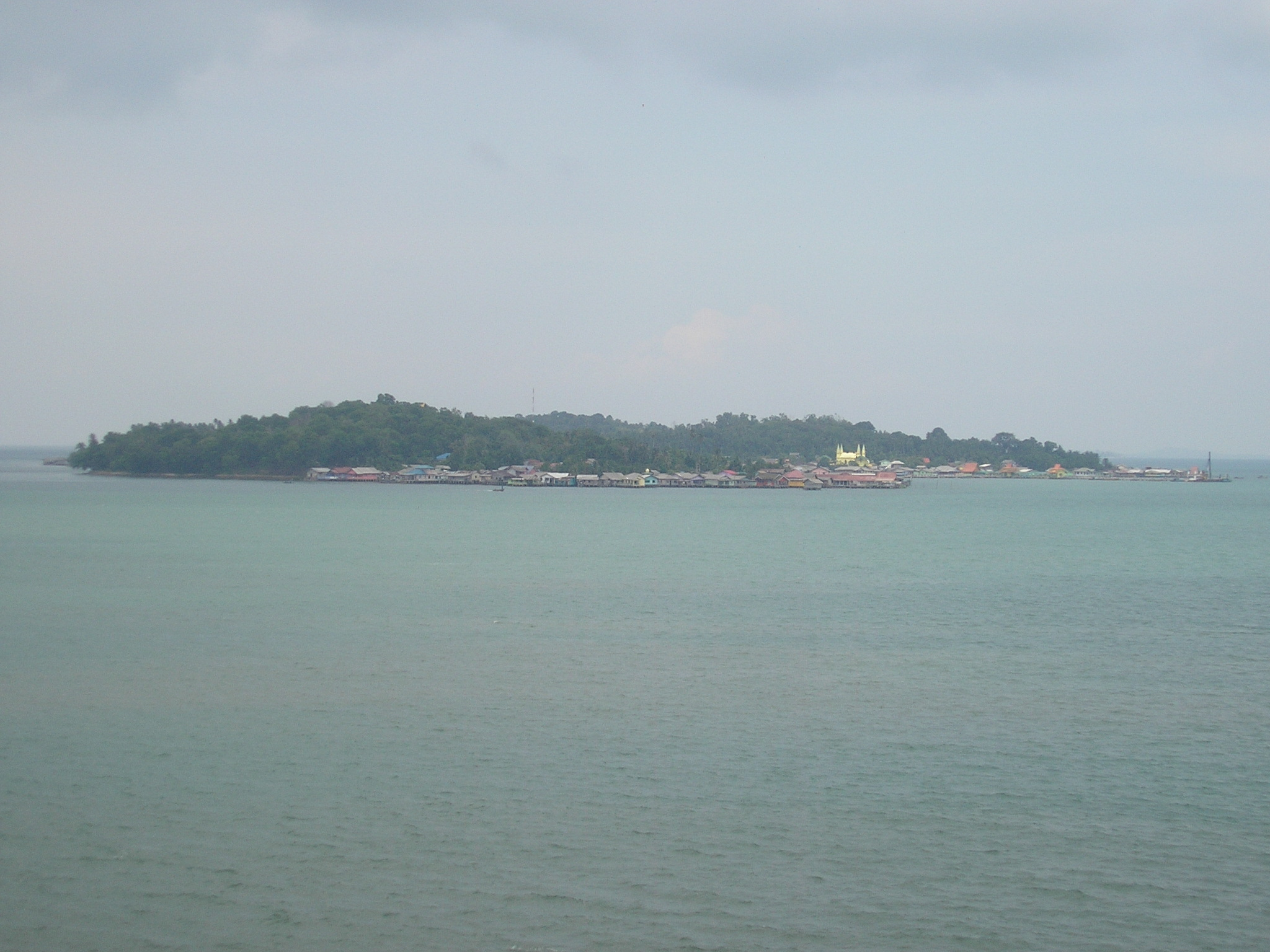
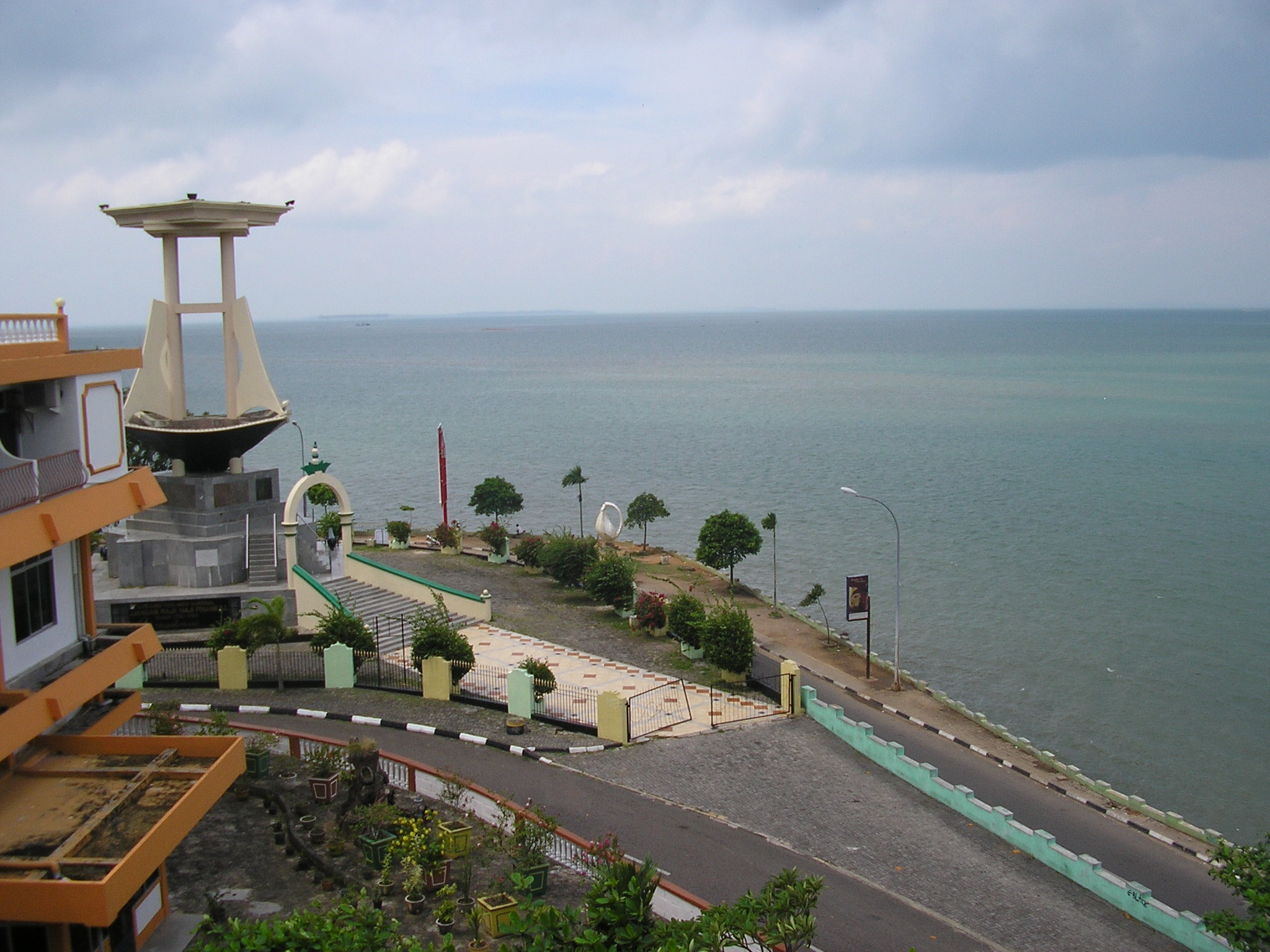
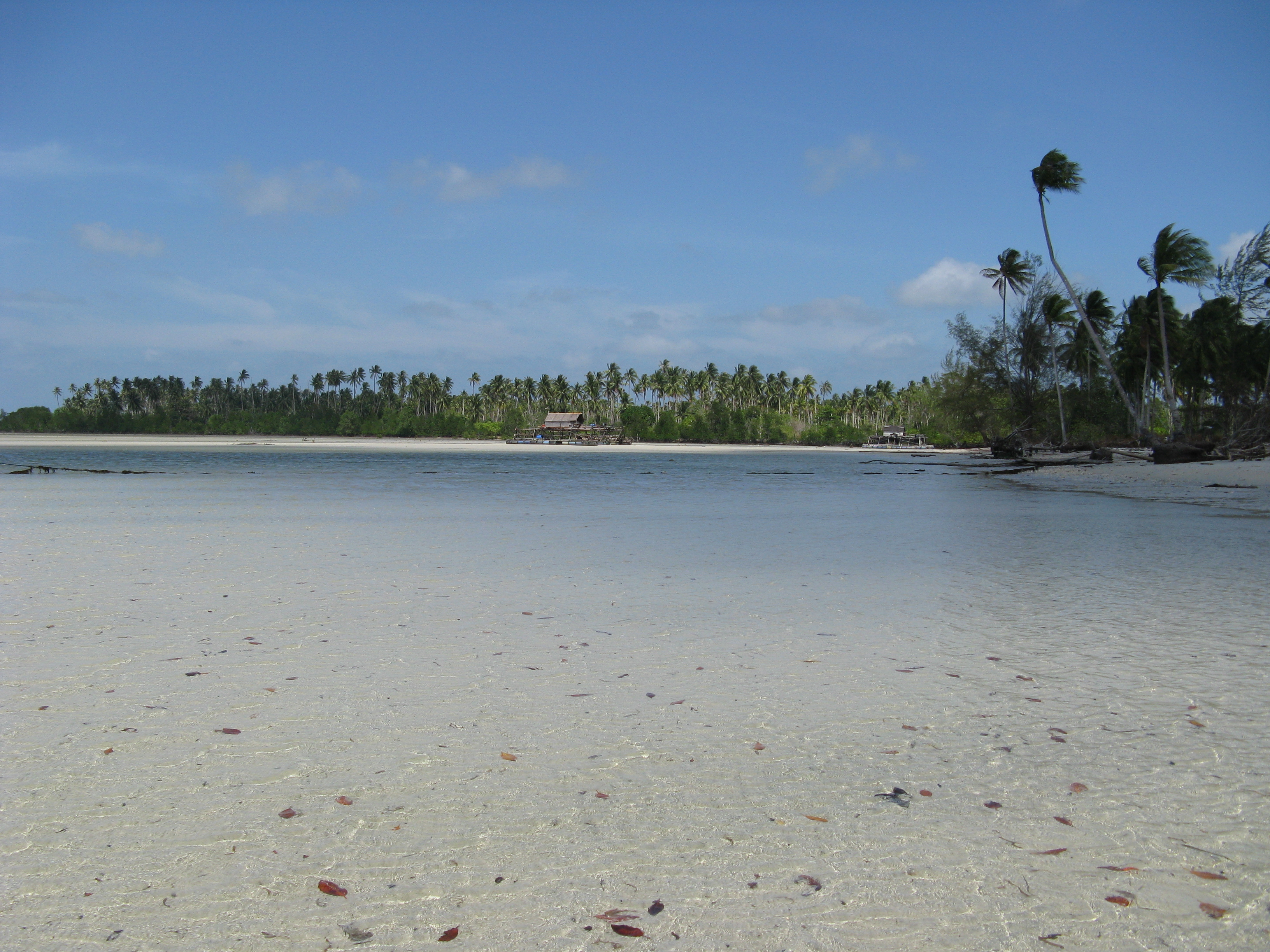
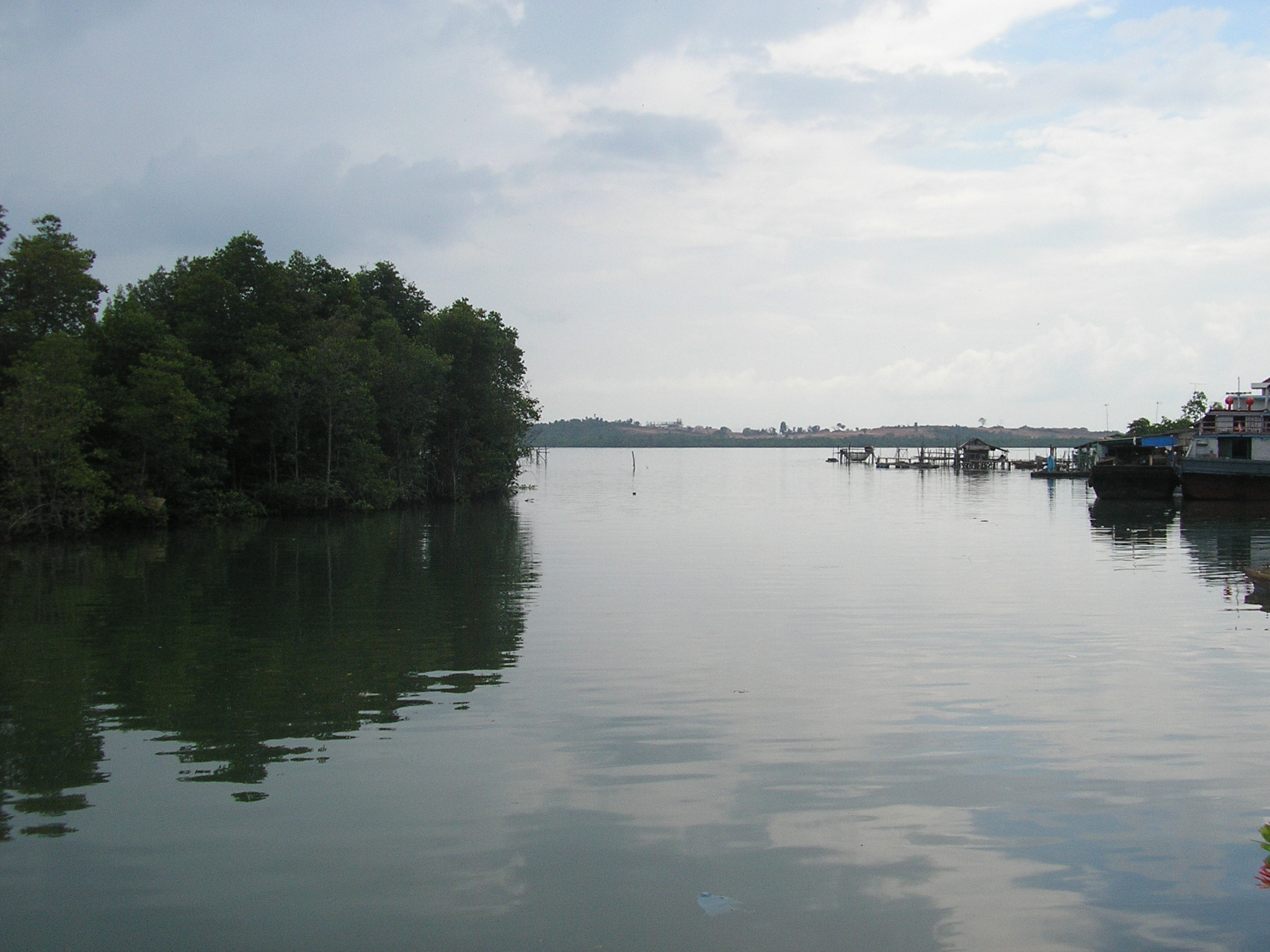
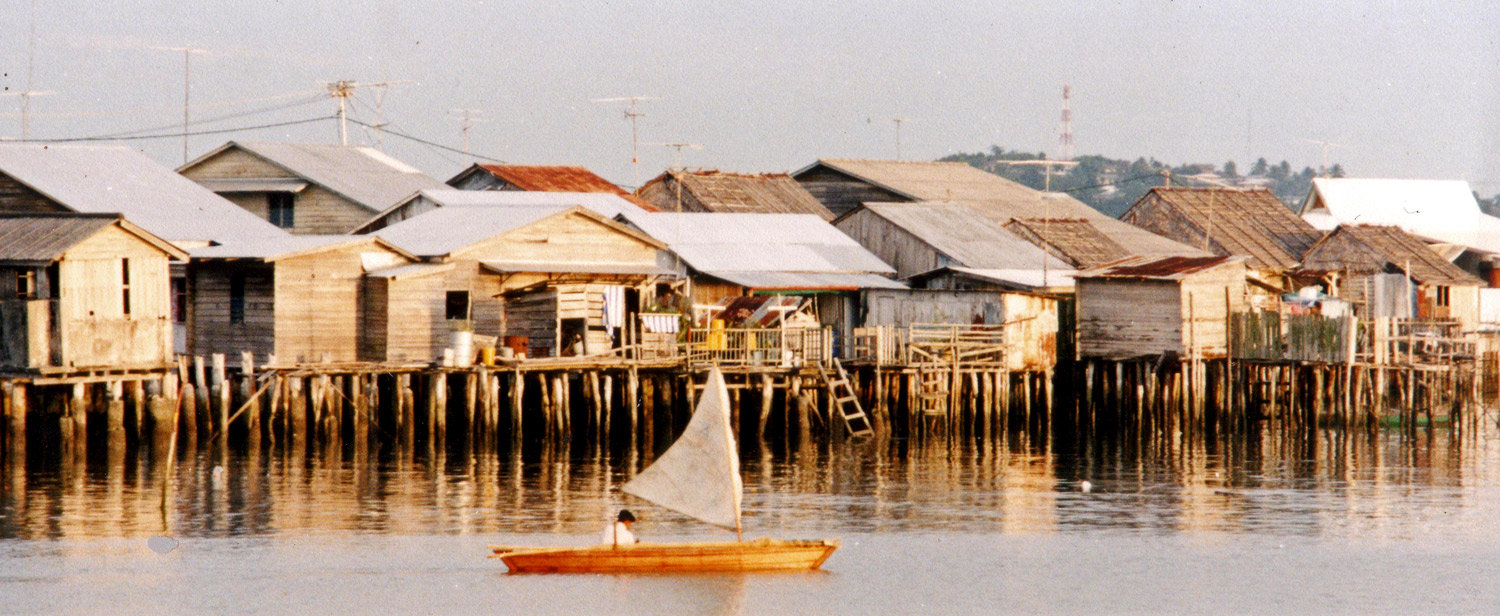

Stadsgemeenten: Batam · Tanjung Pinang

Regentschappen: Bintan · Karimun · Kepulauan Anambas · Lingga · Natuna-eilanden